# Francis Perrin
Francis Pierre Horton Perrin (* 10. října 1947, Versailles, Francie) je francouzský herec, scenárista a režisér.
Pochází z filmařské rodiny, filmu a divadlu se věnuje prakticky od dětství. Po studiích herectví na Pařížské konzervatoři v roce 1969–1972 nastoupil do svého prvního angažmá v proslulé pařížské Comédie Française. V té době se začal objevovat i v televizi. U filmu se uplatnil především jakožto výrazný komediální herec. V roce 1973 debutovat ve své první hlavní roli v komedii Domovník.

## Filmografie (výběr)
- 1973 Domovník
- 1974 Facka
- 1976 Vrátný od Maxima
- 1977 Stepující stonožka
- 1978 Robert a Robert
- 1980 Ukradli torzo Jupitera
- 1986 Debutant
- 1990 Víra v násilí
- 2005 Odvaha milovat
- 2010 Prázdninový tábor (televizní film)